# Östsynnerstgrund, Malax
Östsynnerstgrund är öar i Finland. De ligger i Norra kvarken och i kommunen Malax i landskapet Österbotten, i den västra delen av landet. Öarna ligger omkring 33 kilometer sydväst om Vasa och omkring 370 kilometer nordväst om Helsingfors.
Arean för den av öarna koordinaterna pekar på är 2,7 hektar och dess största längd är 380 meter i sydväst-nordöstlig riktning.